# Glycerolnucleïnezuur

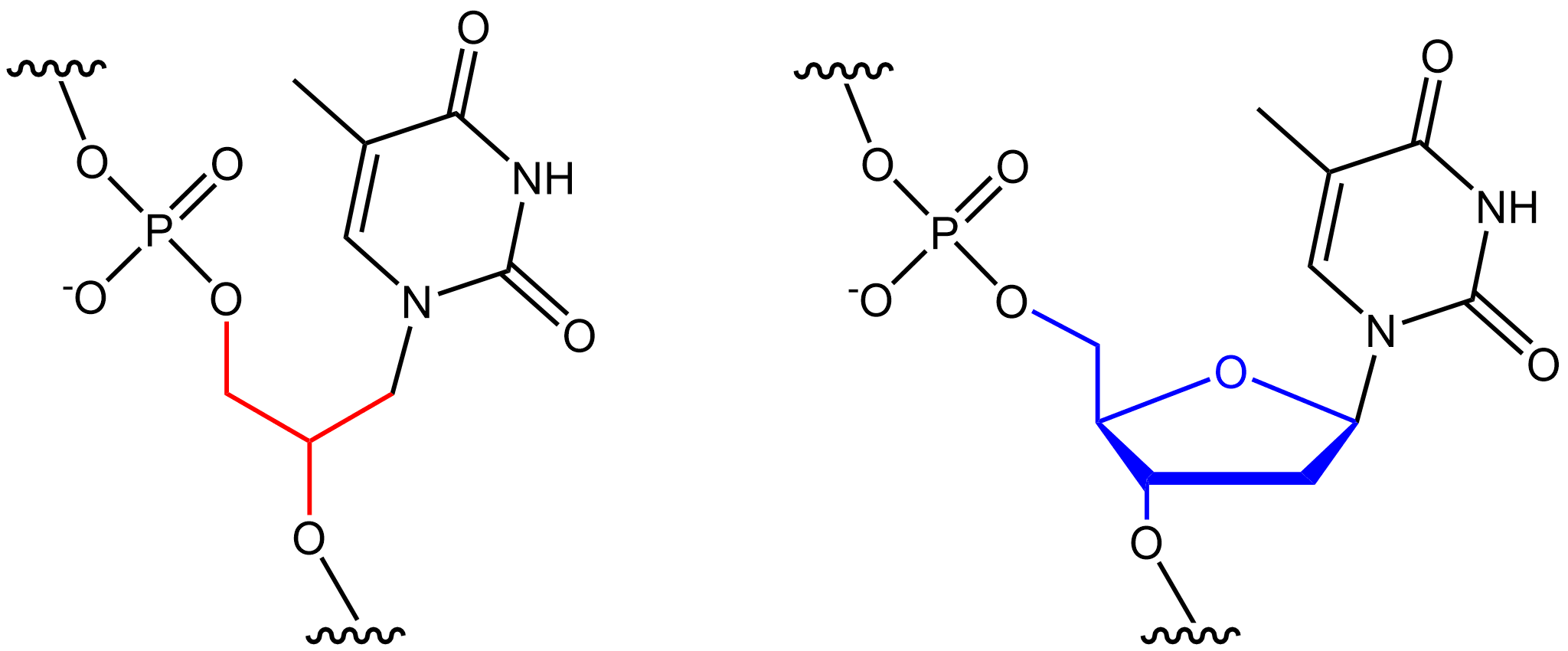
Vergelijking van de structuren van het T nucleoside van GNA (rood) en het natuurlijke DNA (blauw))

Glycerolnucleïnezuur (GNA, van het Engelse Glycerol Nucleic Acid), soms ook aangeduid als glycolnucleïnezuur, is een met DNA en RNA vergelijkbaar nucleïnezuur waarin de keten van suikerfosfaatdiëster vervangen is door een keten van glycerol en fosfaatdiësters. GNA is chemisch stabiel, maar niet bekend als een in de natuur voorkomende component. De eenvoud van de structuur opent de mogelkijkheid dat het een rol gespeeld kan hebben in de evolutie van het leven.
De op glycerol gebaseerde nucleosides (de combinatie van een suiker met een nucleïne-base) zijn voor het eerst gesynthetiseerd door Ueda et al. in 1971. Korte tijd later werd aangetoond dat via fosfaat gekoppelde oligomeren hypochomiciteit vertonen in aanwezigheid van DNA of RNA. Dit is een vrij zeker bewijs van base-paring (Seita et al., 1972). Door Cook (1995, 1999) en door Acevedo en Andrews (1996) werd de synthese van polymeren beschreven. In 2005 waren Zhang en Meggers in staat de base-paring tussen twee GNA-strengen te beschrijven. De kristalstructuur van de dubbelketen van GNA werd vervolgens in 2008 gepubliceerd.
DNA en RNA hebben respectievelijk een desoxyribose- en ribose-diësterketen, in GNA treedt een keten op waarin de suikerresiduen vervangen zijn door glycerol-eenheden. De baseparing in GNA is veel sterker dan in DNA of RNA: de smelttemperatuur van GNA is aanmerkelijk hoger dan die van de natuurlijke nucleïnezuren. GNA vertegenwoordigt de eenvoudigste vorm van nucleïnezuren, en is daarmee mogelijk een voorloper van RNA.